# Saropogon trispiculum
Saropogon trispiculum là một loài ruồi trong họ Asilidae. Saropogon trispiculum được Tomosovic miêu tả năm 2005. Loài này phân bố ở miền Ấn Độ - Mã Lai.